# لوكاس مايا
لوكاس مايا (بالبرتغالية: Lucas Maia‏) هو لاعب كرة قدم برازيلي، ولد في 23 فبراير 1993.